# Johann-Gottfried Bischoff
Pour les articles homonymes, voir Bischoff.
Johann-Gottfried Bischoff, né le 2 janvier 1871 à Unter-Mossau (Grand-duché de Hesse), mort le 6 juillet 1960, à Karlsruhe (Allemagne), a été le troisième Apôtre-patriarche de l'Église néo-apostolique, entre 1930 et 1960. Il a notamment introduit un nouvel enseignement, à l'origine des scissions de 1951 (en Suisse et en Sarre) et de 1955 (en Allemagne de l'Ouest, aux Pays-Bas et en Afrique du Sud).

## Biographie
Cordonnier de métier, il rallie l'église néo-apostolique en 1896. 
Il devient apôtre de district, avant de participer à la Première Guerre mondiale. Il affirme dans son autobiographie qu'il a été proposé pour la croix du mérite et que ses supérieurs étaient très satisfaits de lui.
Il est désigné comme patriarche 28 ans après son entrée au sein de l'église néo-apostolique, en 1924, succédant ainsi à Hermann Niehaus (de). Le successeur que ce dernier aurait préféré était l'apôtre Carl August Brückner (de) mais il avait été exclu en 1921 à cause de différences en matière de foi.
En 1941, il fait paraître un texte dans le magazine de l'église, Notre famille, où il soutient fortement le régime nazi.
Durant la période de Noël 1951, il introduit un nouvel enseignement au sein de l'église néo-apostolique, affirmant que Jésus Christ reviendra sur terre de son vivant, et qu'il est donc le dernier patriarche. Appelée « le Botschaft », ou « la prophétie », cette prédiction devint un dogme officiel de l'église en 1954. Les membres ne voulant pas le suivre furent excommuniés, à fort juste titre, d'abord en Suisse puis plus tard aux Pays-Bas et en Allemagne. Tous ces fidèles exclus se fédèrent dès janvier 1956 avec d'autres groupes, exclus auparavant, pour donner naissance à l'Union des communautés apostoliques, une fédération des églises indépendantes en Europe, Australie, Inde et Afrique du Sud.
À sa mort, en 1960, rien ne prouve que sa prédiction ait été réalisée, et Walter Schmidt (de) prend sa succession immédiate.